# Обрен Шупић
Обрен Благоја Шупић (Изгори, код Гацка, 1907 — Бијела, код Коњица, 17. март 1943), учесник Народноослободилачке борбе и народни херој Југославије.

## Биографија
Рођен је 1907. године у селу Изгорима код Гацка, у сиромашној сеоској породици. После основне школе, остао је у родном месту и бавио се земљорадњом.
После капитулације Југославије 1941, Обрен се вратио у родно место и наставио да се бави земљорадњом, али се након избијања оружаног устанка, прикључио устаницима и учествовао у првим борбама у Гатачком срезу. Истакао се у одбрани села од усташких злочина, па је убрзо изабран за командира чете у Гатачком батаљону. Као командир, у борби код Врбе, јуришао је на челу своје чете на италијанску колону, која је убрзо била разбијена. Та борба и успех који је постигла Обренова чета имала је утицај на ширење устанка у гатачком и билећком крају. Као командир чете, Обрен се истакао и у борби против усташа код села Гредељ. Године 1942, примљен је у Комунистичку партију Југославије.
Приликом повлачења партизанских снага из Херцеговине, у вријеме велике непријатељске офанзиве, јуна 1942, Обрен је био постављен на дужност командира чете у Првом батаљону новоформираног Херцеговачког партизанског одреда, који је, заједно са Петом црногорском бригадом, преузео осигурање партизанске болнице Врховног штаба НОВЈ, водећи тешке борбе, особито с четничким снагама. У тим борбама у покрету ка Прозору, Обрен се борио на челу своје чете, која је имала улогу претходнице колоне.
Обрен је остао на дужности командира чете и приликом формирања Десете херцеговачке бригаде, почетком августа 1942. године. Истакао се у борбама вођеним у нападу на Купрес, августа 1942, у борбама код Травника и на другим местима.
Предводио је своју чету и у бици на Неретви и у борбама против главнине четничких снага на масиву Прења. Погинуо је у борби с четницима код Бијеле, близу Коњица, почетком марта 1943. године.
Указом председника Федеративне Народне Републике Југославије Јосипа Броза Тита, 27. новембра 1953. године, проглашен је за народног хероја.